# Amphianthus californicus
Amphianthus californicus är en havsanemonart som beskrevs av Oscar Henrik Carlgren 1936. Amphianthus californicus ingår i släktet Amphianthus och familjen Hormathiidae. Inga underarter finns listade i Catalogue of Life.